# Ліхтарна акула плямистохвоста
Ліхтарна акула плямистохвоста (Etmopterus caudistigmus) — акула з роду Ліхтарна акула родини Ліхтарні акули. Інша назва «новокалендонська ліхтарна акула».

## Опис
Загальна довжина досягає 34 см. Спостерігається статевий диморфізм: самиці більше за самців. Голова довга. Морда коротка. Очі великі, овальні. За ними розташовані невеликі бризкальця. Рот помірно широкий, у 1,4 рази його ширина більша за довжину. Тулуб помірно стрункий, щільне, трохи стиснуте з боків. Має 2 невеликих спинних плавців з колючими шипиками. Задній плавець більше за передній. Шип заднього плавця довше за шип переднього плавця. Хвіст короткий та вузький. Анальний плавець відсутній.
Забарвлення тіла та плавців темне. Черево та нижня частина голови чорного кольору з флуорисцентними елементами, що світяться у темряві. На хвості є чорна пляма овальної форми.

## Спосіб життя
Тримається на глибинах від 638 до 793 м. Це бентопелагічний хижак — полює біля дна та в середніх шарах води. Здатна утворювати невеличкі групи під час полювання. Живиться дрібними кальмарами, креветками, донною й пелагічною рибою.
Це яйцеживородна акула.

## Розповсюдження
Мешкає в акваторії Нової Каледонії. Звідси походить інша назва цієї акули.